# Ardonskij rajon
L'Ardonskij rajon (in russo Алагирский район?) è uno degli otto rajony nei quali è divisa l'Ossezia Settentrionale-Alania; ha come capoluogo Ardon. Occupa una superficie di 376,5 chilometri quadrati e sono stati censiti al 2010 27.728 abitanti.